# Robert Andreozzi
Robert Andreozzi (* 17. August 1932 in La Seyne-sur-Mer, Département Var; † 30. März 2020) war ein französischer Opernsänger (Tenor).

## Leben
Robert Andreozzi arbeitete zunächst als Technischer Zeichner. Er studierte dann jedoch Gesang am Konservatorium von Toulouse und anschließend am Pariser Konservatorium. 1960 debütierte er unter dem Künstlernamen „Robert Marviaux“ am Théâtre Mogador in Paris als Ajax II in der Offenbach-Operette La Belle Hélène.
Noch im selben Jahr wurde er an die Opéra-Comique in Paris verpflichtet, wo er über 10 Jahre fest im Engagement blieb und in den 1960er Jahren dort zu den herausragenden Künstlern gehörte. Sein Debüt an der Opéra-Comique gab er als Beppe in I Pagliacci. Er sang insbesondere die Tenorbuffo- und Charakterrollen für Tenor in den französischen Opern, wie Franz in Les contes d’Hoffmann, Remendado in Carmen, Bardolfo in Falstaff und Schmidt in Werther. Daneben sang er außerdem in Operetten, wo er insbesondere in den Werken von Offenbach mit großem Erfolg auftrat. Als Operettendarsteller wurde auch seine besondere schauspielerische Begabung in Kritiken immer wieder hervorgehoben.
Im Januar 1962 debütierte Andreozzi als Wirt in Der Rosenkavalier an der Grand Opéra Paris, wo er meist in kleineren und mittleren Partien auftrat. 1963 gehörte er an der Opéra-Comique zur Uraufführungsbesetzung der Oper The Last Savage von Gian Carlo Menotti.
Er gastierte an zahlreichen Opernhäusern in der französischen Provinz. Regelmäßig sang er am Opernhaus von Monte Carlo, wo er im Buffo-Fach u. a. als Pedrillo in Die Entführung aus dem Serail auftrat, aber auch in zahlreichen lyrischen Rollen zu hören war, wie Ferrando in Così fan tutte, Jean in Le jongleur de Notre-Dame, und in Charakterpartien (Schiuski in Boris Godunow) zu hören war.
In den 1980er Jahren wechselte er ins Regiefach. Als Professor wirkte er am Konservatorium von Aix-en-Provence. Seine Bühnentätigkeit setzte er, hauptsächlich im Bereich der Operette, noch bis Ende der 1980er Jahre fort.
Schallplattenaufnahmen von Andreozzi wurden u. a. bei Philips (La Belle Hélène) veröffentlicht. Außerdem ist er in den Dienerrollen in einem Querschnitt von Les contes d’Hoffmann (mit Tony Poncet und René Bianco) zu hören, sowie in einer Werther-Gesamtaufnahme.
Andreozzi war verheiratet und Vater eines Sohnes und einer Tochter. Er starb Ende März 2020 im Alter von 87 Jahren im Gemeindeverband Toulon.